# AS GNN
Die Association Sportive de la Garde Nationale Nigérienne, auch als AS GNN bekannt, ist ein nigrischer Fußballklub mit Sitz in der Hauptstadt Niamey.

## Geschichte
Der Verein wurde 1974 gegründet. Bisher feierte der Verein sechs Meisterschaften und drei Pokalsiege.

## Erfolge
- Nigrischer Meister: 2004/05, 2005/06, 2010/11, 2013/14, 2022/23, 2023/24
- Nigrischer Pokalsieger: 2007, 2018, 2023

## Stadion

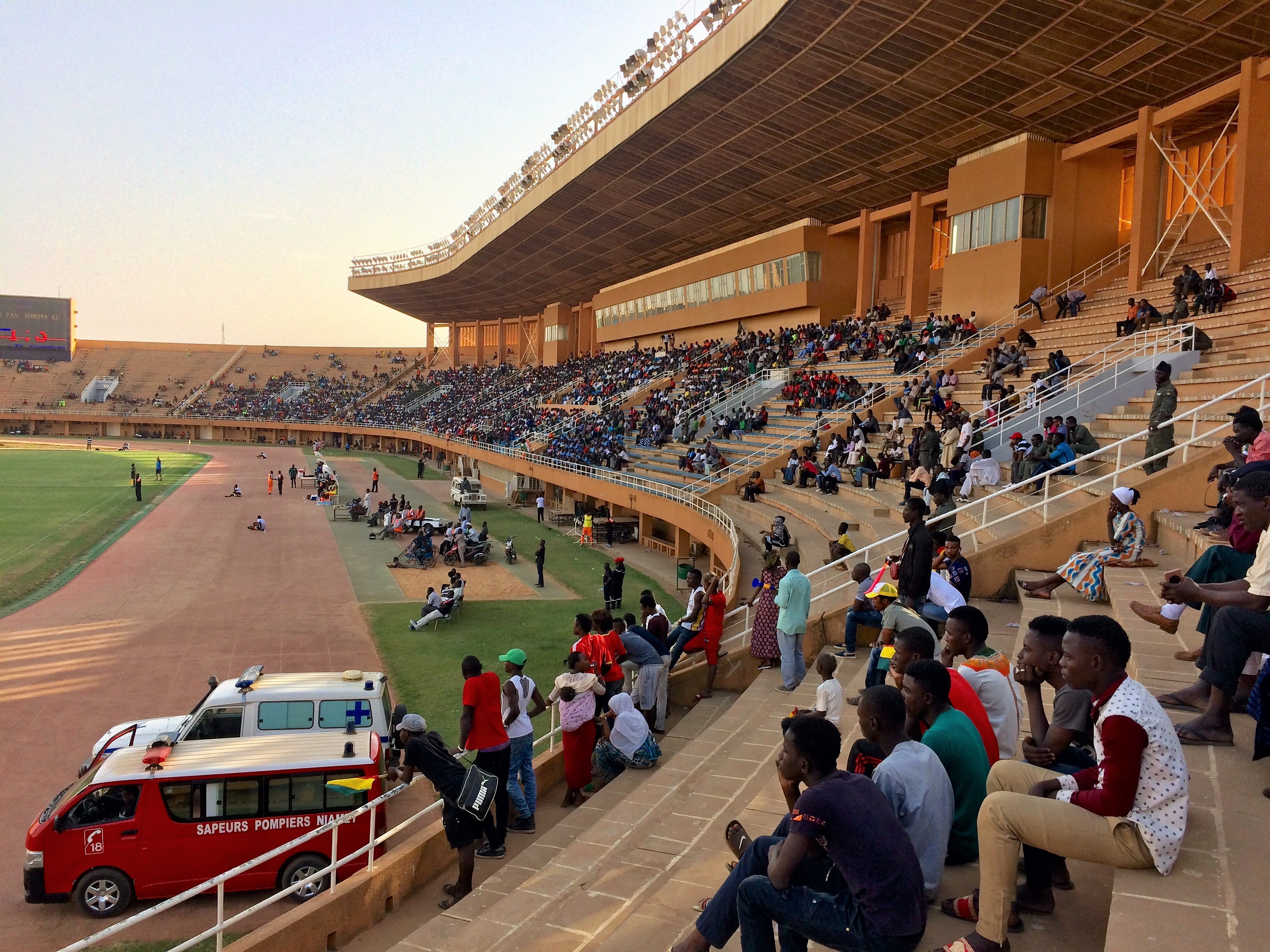
General-Seyni-Kountché-Stadion

Der Verein trägt seine Heimspiele im General-Seyni-Kountché-Stadion in Niamey aus. Das Stadion hat ein Fassungsvermögen von 35.000 Personen.

## Statistik in den CAF-Wettbewerben
| Jahr | Wettbewerb            | Runde        |
| ---- | --------------------- | ------------ |
| 2006 | CAF Champions League  | Erste Runde  |
| 2007 | CAF Champions League  | Zweite Runde |
| 2008 | CAF Confederation Cup | Vorrunde     |